# マウイ・コミュニティーカレッジ
マウイ・コミュニティーカレッジ（Maui Community College）は、ハワイ大学システムのコミュニティーカレッジのひとつ。4年制大学課程と2年制短期大学課程の両方の学位の取得が可能で、さらに4年制大学課程の学位や大学院の学位も学内のハワイ大学センターマウイ校にて取得可能。
キャンパスは、ハワイ州マウイ島カフルイ市に所在し、カフルイ空港から車で10分、オーシャンフロントで、マウイ島で最も大きなショッピングモールの1つであるカアフマヌショッピングセンターの前に位置する。
入学受付（アドミッション）は、ハワイ居住学生、アメリカ本土居住学生、国際学生別に分かれている。日本など国際学生として留学を希望する者は、Admission & Records Office宛てに連絡を取ることで資料や入学願書の取り寄せ、相談などをすることが可能。